# Gabrius dufbergi
Gabrius dufbergi är en skalbaggsart som beskrevs av Gillerfors 1997. Gabrius dufbergi ingår i släktet Gabrius, och familjen kortvingar. Enligt den svenska rödlistan är arten otillräckligt studerad i Sverige. Arten förekommer i Götaland. Artens livsmiljö är våtmarker.